# Aspasia lunata
Aspasia lunata é uma espécie de orquídea pertencente ao género Aspasia, nativa da América do Sul tropical, no sudeste e sul do Brasil até à Bolívia e ao Paraguai entre os 200–750 m de altitude.

## Descrição
Forma grandes colónias mas, não sendo uma espécie particularmente comum, apenas é encontrada ocasionalmente, sobretudo em zonas de transição entre floresta sombria e áreas abertas tanto em florestas húmidas como em florestas nebulosas.
A Aspasia lunata é primariamente uma epífita em troncos grossos, mas é frequentemente encontrada vivendo em ranhuras nas rochas cobertas por folhas caídas e em florestas húmidas onde nunca são expostas diretamente à luz solar.